# Бродниці
Бродниці - у давніх слов'ян духи охоронниці бродів, миловидні дівчата з довгим волоссям. За переказами, Бродниці живуть разом з бобрами у тихих заплавах. Вони допомагають мандрівникам та стежать за їх дітьми, якщо тим загрожує небезпека біля води, вони їх рятують. Бродниці можуть допомогти навіть злим людям. 
Вони бережуть броди, які зроблені з хмизу, підправляють їх, стережуть. Коли ж ворог потайки підбирається - Бродниці непомітно нищать брід, направляючи неприятеля у драговину або у вир.
Проти бродниць боротися немає сенсу, оскільки вони миролюбні, але допомагають вразі чого такі речі, як залізо, срібло, полин, часник.